# Undercover (televisieserie)
Undercover is een Belgisch-Nederlandse fictiereeks van productiehuis De Mensen. Onder anderen Tom Waes, Anna Drijver, Frank Lammers en Elise Schaap spelen er  een hoofdrol in.
De tien afleveringen van het eerste seizoen van de reeks werden van 24 februari tot 28 april 2019 uitgezonden op Eén. De serie is in Nederland, de VS en andere landen te zien op Netflix. Ook was de serie bij de Franstalige zender La Deux en in Duitsland bij ZDFneo, onderdeel van de ZDF te zien.
Op 2 april 2019 begonnen de opnames voor het tweede seizoen. Tom Waes, Anna Drijver, Frank Lammers en Elise Schaap spelen hun vertrouwde hoofdrol, ditmaal niet in de wereld van de xtc-handel, maar in de illegale internationale wapenhandel. Vanaf 6 september 2020 werd de reeks uitgezonden op Eén.
Op 5 oktober 2020 begonnen de opnames voor het derde seizoen. Vanaf 21 november 2021 was de reeks wekelijks te zien, in België op Eén en via VRT NU en in Nederland op Netflix. Het derde seizoen telt slechts acht afleveringen in plaats van de oorspronkelijke tien.
Er werd een prequel van de reeks gemaakt, getiteld Ferry. Deze speelfilm is sinds 14 mei 2021 te bekijken op het streamingplatform Netflix. Frank Lammers en Elise Schaap nemen beiden hun vertrouwde rol op in deze film. Daarna volgde nog een televisieserie, eveneens Ferry genaamd, die zich qua tijdsspanne tussen de film Ferry en het eerste seizoen van Undercover afspeelt.

## Verhaal

### Seizoen 1
De Belgische federale politie bevindt zich op het spoor van een van 's werelds grootste xtc-netwerken, dat zich al jarenlang onder de radar begeeft. De Nederlander Ferry Bouman staat aan het hoofd van de criminele organisatie. Bouman brengt, ondanks zijn fortuin, zijn vrije tijd het liefste door in een eenvoudige chalet op de populaire camping vlak bij zijn riante villa. Bouman is een gladde jongen en lijkt ongrijpbaar, dus besluiten de Belgische en Nederlandse politie om hun krachten te bundelen. Ze installeren hun twee beste undercoveragenten – de Belgische Bob Lemmens en de Nederlandse Kim de Rooij – als een koppel dat kampeert in een chalet vlak bij Bouman en diens vrouw Daniëlle. Hun intenties zijn duidelijk: infiltreren in het leven van Bouman, zijn vertrouwen winnen en Bob laten overkomen als een crimineel die zaken kan doen met Bouman.

### Seizoen 2
Na de gebeurtenissen uit het eerste seizoen, heeft Kim de Rooij de politie verlaten en is ze aan de slag als onderzoeksjournalist. Ze is een netwerk van internationale wapensmokkel op het spoor en leidt Bob Lemmens naar de paardenmanege van de familie Berger. Bob tracht er te verbroederen met eigenaar Laurent, die tevens een transportfirma bezit en daarmee logistieke ondersteuning biedt aan zijn criminele broer Jean-Pierre. Intussen zint drugsbaron Ferry Bouman, die door toedoen van Bob en Kim werd gevat, vanuit de gevangenis op wraak.

### Seizoen 3
Bob wordt gevraagd een mol te ontmaskeren die bij de politie werkt en informatie doorspeelt aan een Turkse drugbende. Dit alles officieus, want hij is geen undercoveragent meer. Tijdens zijn eerste onderzoek stuit hij op Ferry, die zaken probeert te doen met de bende, maar wandelen wordt gestuurd. Bob neemt foto's van het gebeuren, wetende dat Ferry hiermee zijn voorwaarden schendt om vroegtijdig de gevangenis te mogen verlaten. Met chantage kan Bob Ferry overtuigen om mee te werken en om samen te infiltreren bij de Turkse bende.

## Rolverdeling
| Acteur                 | Personage                    | Aantal afleveringen | Aantal afleveringen | Aantal afleveringen | Aantal afleveringen |
| Acteur                 | Personage                    | S1                  | S2                  | S3                  | Totaal              |
| ---------------------- | ---------------------------- | ------------------- | ------------------- | ------------------- | ------------------- |
| Tom Waes               | Bob Lemmens                  | 10                  | 10                  | 8                   | 28                  |
| Frank Lammers          | Ferry Bouman                 | 10                  | 8                   | 8                   | 26                  |
| Elise Schaap           | Daniëlle Bouman - van Marken | 10                  | 3                   | 7                   | 20                  |
| Manou Kersting         | Nick Janssens                | 8                   | 9                   | 3                   | 20                  |
| Ruth Becquart          | Nathalie Geudens             |                     | 10                  | 6                   | 16                  |
| Emma Verlinden         | Polly Lemmens                | 6                   | 8                   | 2                   | 16                  |
| Jeroen Van der Ven     | Patrick Diericks             |                     | 8                   | 7                   | 15                  |
| Anna Drijver           | Kim de Rooij                 | 10                  | 4                   |                     | 14                  |
| Robbie Cleiren         | Marc Gevers                  | 9                   | 5                   |                     | 14                  |
| Celest Henri Cornelis  | Jackson Geudens              |                     | 9                   | 3                   | 12                  |
| Katrien De Ruysscher   | Liesbeth Mertens             | 8                   | 4                   |                     | 12                  |
| Raymond Thiry          | John Zwart                   | 10                  |                     |                     | 10                  |
| Wim Willaert           | Laurent Berger               |                     | 10                  |                     | 10                  |
| Sebastien Dewaele      | Jean-Pierre Berger           |                     | 10                  |                     | 10                  |
| Lieke van den Broek    | Sonja van Kamp-Zwart         | 7                   | 1                   | 2                   | 10                  |
| Warre Verlinden        | David Lemmens                | 6                   | 3                   | 1                   | 10                  |
| Mourade Zeguendi       | Vincent Messaoudi            |                     | 8                   |                     | 8                   |
| Robrecht Vanden Thoren | T-Bone                       |                     | 8                   |                     | 8                   |
| Sarah Vandeursen       | Betty                        |                     | 8                   |                     | 8                   |
| Sara De Bosschere      | Lena Vandekerckhove          | 7                   |                     |                     | 7                   |
| Huub Smit              | Dennis de Vries              | 7                   |                     |                     | 7                   |
| Tim Haars              | Remco Engels                 | 7                   |                     |                     | 7                   |
| Chris Lomme            | Yvette Berger                |                     | 7                   |                     | 7                   |
| Nazmiye Oral           | Leyla Bulut                  |                     |                     | 7                   | 7                   |
| Murat Seven            | Serkan Bulut                 |                     |                     | 7                   | 7                   |
| Gökhan Girginol        | Timur Korkmaz                |                     |                     | 7                   | 7                   |
| Nina Mensch            | Jezebel van Kamp             | 6                   |                     | 1                   | 7                   |
| Kevin Janssens         | Jurgen van Kamp              | 6                   |                     |                     | 6                   |
| Kris Cuppens           | Walter Devos                 | 6                   |                     |                     | 6                   |
| Gökhan Kizilbuga       | Mehmet Doğan                 |                     |                     | 6                   | 6                   |
| Yannick van de Velde   | Lars van Marken              |                     |                     | 6                   | 6                   |
| Rubén Ochandiano       | Carlos                       | 3                   | 3                   |                     | 6                   |
| Begir Memeti           | Kris Muylaert                | 3                   | 3                   |                     | 6                   |
| Ingrid De Vos          | Anette                       |                     | 5                   |                     | 5                   |
| Mikael Yılmaz          | Halil Bulut                  |                     |                     | 5                   | 5                   |
| Selin Van de Vondel    | Emine Bulut                  |                     |                     | 5                   | 5                   |
| Lukas De Wolf          | Ray Rogiers                  | 4                   |                     |                     | 4                   |
| Christine Verheyden    | Wendy                        | 4                   |                     |                     | 4                   |
| Wouter Hendrickx       | Tanguy Dupont                |                     |                     | 4                   | 4                   |
| Lucas Van den Eynde    | Ignace Devlaeminck           | 3                   |                     |                     | 3                   |
| Charlotte Timmers      | Chantal                      | 3                   |                     |                     | 3                   |
| Michael Pas            | Gino Maldini                 | 3                   |                     |                     | 3                   |
| Alexej Manvelov        | Victor Bilzarian             |                     | 3                   |                     | 3                   |
| Koen De Poorter        | Guillaume                    |                     | 3                   |                     | 3                   |
| Sarah Janneh           | Ingrid Braafheid             |                     |                     | 3                   | 3                   |
| Wimie Wilhelm          | Inez Kuipers                 |                     | 2                   | 1                   | 3                   |
| Sanne Samina Hanssen   | Lisa de Wit                  |                     | 2                   |                     | 2                   |
| Benja Bruijning        | Martijn                      |                     | 2                   |                     | 2                   |
| Rico Verhoeven         | Medegevangene van Ferry      |                     | 2                   |                     | 2                   |
| Onur Çiftçibaşi        | Yusuf                        |                     |                     | 2                   | 2                   |
| Pascal Ulli            | Reinhard Küng                |                     |                     | 2                   | 2                   |
| Herman Gilis           | Max Olbrecht                 |                     |                     | 2                   | 2                   |
| Nayat Sari             | Hayat                        |                     |                     | 2                   | 2                   |
| Isabelle Van Hecke     | Michelle Vandekerckhove      |                     | 1                   |                     | 1                   |
| Aäron Roggeman         | Ricky Mertens                |                     |                     | 1                   | 1                   |
| Peter Gorissen         | Alfons Vandewalle            |                     |                     | 1                   | 1                   |
| Claude Musungayi       | Pascale Ntambwe              |                     |                     | 1                   | 1                   |
| Kevin Van Doorslaer    | Gilles De Wit                |                     |                     | 1                   | 1                   |
| Bram Verrecas          | Johan Geukens                |                     |                     | 1                   | 1                   |

## Afleveringen
| Afl. | Titel                  | Uitzending       | Live kijkers | Marktaandeel live | Kijkers live + 6 |
| ---- | ---------------------- | ---------------- | ------------ | ----------------- | ---------------- |
| 1    | Camping Zonnedauw      | 24 februari 2019 | 1.244.359    |                   | 1.483.390        |
| 2    | Hoogsensitief          | 3 maart 2019     | 1.133.074    |                   | 1.398.372        |
| 3    | Italian Designer Drugs | 10 maart 2019    | 958.921      |                   | 1.179.874        |
| 4    | Legio Patria Nostra    | 17 maart 2019    | 842.918      |                   | 1.121.049        |
| 5    | Over de grens          | 24 maart 2019    | 591.328      |                   | 925.839          |
| 6    | Sirenes                | 31 maart 2019    | 849.047      |                   | 1.123.951        |
| 7    | De kop van die wout    | 7 april 2019     | 832.447      |                   | 1.071.075        |
| 8    | Nouveau Monde          | 14 april 2019    | 777.745      |                   | 1.088.318        |
| 9    | Bodem                  | 21 april 2019    | 751.684      |                   | 1.063.807        |
| 10   | Showtime               | 28 april 2019    | 951.014      |                   | 1.224.124        |

Uit kijkcijfers van Netflix van eind 2023 bleek dat er via de streamingdienst 11.000.000 uur naar het eerste seizoen gekeken was, wat neerkomt op gemiddeld ruim 1,3 miljoen views per aflevering.
| Afl. | Titel              | Uitzending        | Live kijkers | Marktaandeel live | Kijkers live + 7 |
| ---- | ------------------ | ----------------- | ------------ | ----------------- | ---------------- |
| 11   | El Dorado          | 6 september 2020  | 1.083.328    |                   | 1.303.946        |
| 12   | Pentagon           | 13 september 2020 | 993.188      |                   | 1.203.716        |
| 13   | Soldiers of Love   | 20 september 2020 | 1.031.632    |                   | 1.277.140        |
| 14   | Trojan Horse Power | 27 september 2020 | 1.091.617    |                   | 1.299.511        |
| 15   | Revolucíon         | 4 oktober 2020    | 1.045.967    |                   | 1.325.532        |
| 16   | Victor             | 11 oktober 2020   | 1.110.218    |                   | 1.358.921        |
| 17   | Enricochet         | 18 oktober 2020   | 1.197.975    |                   | 1.405.036        |
| 18   | Roadblock          | 25 oktober 2020   | 1.250.499    |                   | 1.479.639        |
| 19   | Reconstructie      | 1 november 2020   | 1.297.697    |                   | 1.560.790        |
| 20   | Oorlog             | 8 november 2020   | 1.465.333    |                   | 1.587.382        |

| Afl. | Titel                     | Uitzending       | Live kijkers | Marktaandeel live | Kijkers live + 7 |
| ---- | ------------------------- | ---------------- | ------------ | ----------------- | ---------------- |
| 21   | Evil Eye                  | 21 november 2021 | 1.068.753    |                   | 1.342.573        |
| 22   | Festival Shop Super Sales | 28 november 2021 | 1.057.616    |                   | 1.295.062        |
| 23   | Trust issues              | 5 december 2021  | 947.237      |                   | 1.127.373        |
| 24   | All-in Resort             | 12 december 2021 | 1.001.873    |                   | 1.202.420        |
| 25   | Rat in the kitchen        | 19 december 2021 | 1.017.796    |                   | 1 238 207        |
| 26   | Pater Familias            | 26 december 2021 | 882.139      |                   | 1.064.124        |
| 27   | Total Loss                | 2 januari 2022   | 997.711      |                   | 1.210.757        |
| 28   | Showdown                  | 9 januari 2022   | 1.079.450    |                   | 1.260.638        |

## Locatie
Het eerste seizoen van de serie speelt zich grotendeels af op een vakantiepark in Lommel. In de serie zelf wordt dit Camping Zonnedauw genoemd, maar in werkelijkheid is de serie opgenomen op vakantiepark Blauwe Meer. De villa waar Ferry Bouman in woont is hier niet meer te vinden. 
Het park waar het daadwerkelijke verhaal zich heeft afgespeeld ligt ook in Lommel, namelijk vakantiepark Parelstrand.
Het tweede seizoen speelt zich voor een groot stuk af op een paardenranch in Westerlo. In de serie zelf wordt dit Paardenranch El Dorado genoemd, maar in werkelijkheid is de serie opgenomen in Paardenranch Gipsy Horses Ranch in Westerlo. De villa van de familie Berger is de Serristenvilla Muyldermans in Hoeilaart.

## Trivia
Eind juni 2019 gaf Janus van Wesenbeeck, de drugsbaron op wie Ferry Bouman was gebaseerd, zichzelf aan bij de Nederlandse politie. Hij meldde zich aan als Ferry Bouman en zei dat de recherche hem zocht.

## Prijzen en nominaties
- In 2018 was Undercover als enige Belgische reeks genomineerd voor de competitie op het festival Canneseries[7]
- In november 2018 won de serie de publieksprijs op het Seriencamp Festival in München[8]
- In maart 2019 won de serie op het Cinequest Film Festival de juryprijs voor beste serie[9]